# Stapelchips
Stapelchips is de naam die wordt gegeven aan een soort (aardappel)chips die machinaal zo gevormd worden dat ze makkelijk stapelen. Ze worden verkocht in een kartonnen of plastic cilinder.

## Ontwikkeling
Het eerste en bekendste merk stapelchips is Pringles, dat in 1968 voor het eerst verkocht werd. Procter & Gamble was op zoek naar een manier om hun chips te verbeteren nadat klanten geklaagd hadden over gebroken en verschraalde chipjes en dat er te veel lucht in de zak zou zitten. Chemicus Fredric Baur bedacht de vorm die door Alexander Liepa verder verbeterd en gepatenteerd werd. Gene Wolfe ontwikkelde de machine om de stapelchips te maken.

## Productie
Waar traditionele chips van hele aardappels worden gemaakt, worden stapelchips van zo'n 40% aardappelvlokken, maïs, tarwe en rijst gemaakt. Dit poeder wordt in een speciale vorm geperst (in het geval van Pringles een hyperbolische paraboloide) en dan gefrituurd, gekruid en in een cilinder geplaatst. Door deze procedure hebben alle chips een identieke vorm waardoor ze compacter in de bus gestapeld kunnen worden. Het resultaat is minder afhankelijk van de kwaliteit en de vorm van de aardappelen en daardoor constanter. Omdat het vocht voor het frituren al grotendeels uit het mengsel verdwenen is, duurt het frituren korter, wat zowel energie bespaart als zorgt voor een lager vetgehalte in het eindproduct. Er zit weinig aardappel in het product om belastingtechnische redenen. Pringles worden in het Verenigd Koninkrijk wettelijk als koekjes beschouwd, waardoor het bedrijf minder belasting hoeft te betalen.

## Lijst van merken
- Kryzpo
- Lay's Stax (door PepsiCo)
- Mister Potato (door Mamee) zuid oost Azië
- Pringles (door Kellogg)
- Schär Gluten Free Curvies (door Dr. Schär)
- Snack Day Original Chips (Lidl huismerk)
- Torengos (door Kellogg)